# Ортогональное преобразование
Ортогональное преобразование — линейное преобразование {\displaystyle A} евклидова пространства {\displaystyle L}, сохраняющее длины или (что эквивалентно) скалярное произведение векторов. Это означает, что для любых двух векторов {\displaystyle x,y\in L} выполняется равенство
{\displaystyle \langle A(x),\,A(y)\rangle =\langle x,\,y\rangle ,}
где треугольными скобками обозначено скалярное произведение {\displaystyle \langle x,\,y\rangle }
в пространстве {\displaystyle L}.

## Свойства
- Ортогональные преобразования (и только они) переводят один ортонормированный базис евклидова пространства в другой ортонормированный.
- Необходимым и достаточным условием ортогональности линейного преобразования {\displaystyle A} является равенство
{\displaystyle A^{*}=A^{-1},\qquad (*)}

где {\displaystyle A^{*}} — сопряжённое, а {\displaystyle A^{-1}} — обратное преобразования.
- В ортонормированном базисе ортогональным преобразованиям (и только им) соответствуют ортогональные матрицы. Таким образом, критерием ортогональности матрицы {\displaystyle A} является равенство (*), где {\displaystyle A^{*}} — транспонированная, а {\displaystyle A^{-1}} — обратная матрицы.
- Собственные значения ортогональных преобразований по модулю равны {\displaystyle 1}, а собственные векторы (вообще говоря, комплексные), отвечающие различным собственным значениям, ортогональны. Например, собственные значения матрицы {\displaystyle {\begin{pmatrix}\cos \varphi &-\sin \varphi \\\sin \varphi &\cos \varphi \end{pmatrix}}} равны {\displaystyle \cos \varphi \pm i\cdot \sin \varphi }, а собственные векторы равны {\displaystyle {\begin{pmatrix}1\\\mp i\end{pmatrix}}}.
- Определитель ортогонального преобразования равен {\displaystyle 1} (собственное ортогональное преобразование) или {\displaystyle -1} (несобственное ортогональное преобразование).
- В произвольном {\displaystyle n}-мерном евклидовом пространстве ортогональное преобразование является композицией конечного числа отражений.
- Множество всех ортогональных преобразований евклидова пространства образует группу относительно операции композиции — ортогональную группу данного евклидова пространства. Собственные ортогональные преобразования образуют нормальную подгруппу в этой группе (специальную ортогональную группу).

## Размерность 2
В случае евклидовой плоскости всякое собственное ортогональное преобразование является поворотом на некоторый угол {\displaystyle \varphi }, и его матрица в любом ортонормированном базисе имеет вид
{\displaystyle {\begin{pmatrix}\ \ \ \cos \varphi &\sin \varphi \\-\sin \varphi &\cos \varphi \end{pmatrix}}.}
Матрица несобственного ортогонального преобразования имеет вид
{\displaystyle {\begin{pmatrix}\ \cos \varphi &\ \ \sin \varphi \\\sin \varphi &-\cos \varphi \end{pmatrix}}.}
Она симметрична, имеет собственными числами 1 и −1 и, следовательно, является инволюцией.
В подходящем ортонормированном базисе матрица несобственного ортогонального преобразования имеет вид
{\displaystyle {\begin{pmatrix}1&\ \ 0\\0&-1\end{pmatrix}},}
то есть оно является отражением относительно некоторой прямой. Собственное ортогональное преобразование есть произведение двух отражений:
{\displaystyle {\begin{pmatrix}\ \ \ \cos \varphi &\sin \varphi \\-\sin \varphi &\cos \varphi \end{pmatrix}}={\begin{pmatrix}1&\ \ 0\\0&-1\end{pmatrix}}{\begin{pmatrix}\ \cos \varphi &\ \ \sin \varphi \\\sin \varphi &-\cos \varphi \end{pmatrix}}.}

## Размерность 3
В трёхмерном пространстве всякое собственное ортогональное преобразование
есть поворот вокруг некоторой оси, а всякое несобственное — композиция поворота вокруг оси и отражения в перпендикулярной плоскости.

## Размерностьn
Имеет место следующая общая теорема:
| Для каждого ортогонального преобразования {\displaystyle A\colon L\to L} евклидова {\displaystyle n}-мерного пространства {\displaystyle L} справедливо такое разложение {\displaystyle L=L_{1}\oplus L_{-1}\oplus M_{\varphi _{1}}\oplus \ldots \oplus M_{\varphi _{k}},} где все подпространства {\displaystyle L_{1},} {\displaystyle L_{-1}} и {\displaystyle M_{\varphi _{i}}} попарно ортогональны и являются инвариантными подпространствами преобразования {\displaystyle A}, причём: - ограничение {\displaystyle A} на {\displaystyle L_{1}} есть {\displaystyle E} (тождественное преобразование), - ограничение {\displaystyle A} на {\displaystyle L_{-1}} есть {\displaystyle -E}, - все пространства {\displaystyle M_{\varphi _{i}}} двумерны (плоскости), и ограничение {\displaystyle A} на {\displaystyle M_{\varphi _{i}}} есть поворот плоскости {\displaystyle M_{\varphi _{i}}} на угол {\displaystyle \varphi _{i}}. |

В терминах матрицы преобразования эту теорему можно сформулировать следующим образом:
| Для всякого ортогонального преобразования существует такой ортонормированный базис, в котором его матрица {\displaystyle A} имеет блочно-диагональный вид: {\displaystyle A=\left({\begin{matrix}\,1&{}&{}&{}&{}&{}&{}&{}&{}\\\,{}&\ddots &{}&{}&{}&{}&0&{}&{}\\\,{}&{}&1&{}&{}&{}&{}&{}&{}\\\,{}&{}&{}&-1&{}&{}&{}&{}&{}\\\,{}&{}&{}&{}&\ddots &{}&{}&{}&{}\\\,{}&{}&{}&{}&{}&-1&{}&{}&{}\\\,{}&{}&{}&{}&{}&{}&A_{\varphi _{1}}&{}&{}\\\,{}&{}&0&{}&{}&{}&{}&\ddots &{}\\\,{}&{}&{}&{}&{}&{}&{}&{}&A_{\varphi _{k}}\\\end{matrix}}\right),} где {\displaystyle A_{\varphi _{i}}} — матрица поворота на угол {\displaystyle {\varphi _{i}}} (см. формулу выше), число единиц равно размерности подпространства {\displaystyle L_{1}} и число минус единиц равно размерности подпространства {\displaystyle L_{-1}}. |

Такая запись матрицы {\displaystyle A} ортогонального преобразования иногда называется приведением к каноническому виду.